# دينيس هير
دينيس هير (بالإنجليزية: Dennis Hare)‏ هو فنان أمريكي، ولد في 1946 في غلينديل في الولايات المتحدة.

## وصلات خارجية
- الموقع الرسمي
- دينيس هير على موقع قاعدة بيانات الكرة الطائرة الشاطئية (الإنجليزية)